# Йосип Йелачич
Йосип Йелачич (на хърватски: Josip Jelačić) е хърватски държавник, от 1848 до 1859 година бан на Хърватия, Славония и Далмация (по това време австрийски провинции). Той освобождава хърватските селяни от крепостната зависимост и свиква първия хърватски парламент. Като военачалник на Австрийската империя участва в потушаването на Виенската и Унгарската революция от 1848 – 1849 година.
С политиката си на обезкуражаване на крайните хърватски националисти и сътрудничество с императора по време на тези събития допринася решително за запазване на целостта на Хабсбурската монархия.
В днешна Хърватия Йелачич е почитан като национален герой.

## Образование и военна служба
Йосип Йелачич произхожда от стар благороднически род от областта Турополе (в Централна Хърватия, южно от Загреб). Родовите му имения са в Бужим. Баща му, Франьо Йелачич, е висш офицер (фелдмаршал-лейтенант) от армията на Хабсбургите, който участва във войните срещу Наполеон през 1799 – 1809 година.
След смъртта на баща си през 1810 година Йосип постъпва във виенския Терезианум – академия, в която децата на благородниците от различни краища на Австрийската империя се обучават за кариера във войската и администрацията на императора. През 1819 година започва службата си в австрийската армия като младши офицер (подпоручик). Повече от четвърт век (с прекъсване поради болест между 1822 и 1825 година) служи в Галиция, Северна Италия, Далмация и Хърватска крайна, набирайки военен и административен опит като помощник на далматинския губернатор (от 1837 до 1841) и началник (от 1842 година) на граничарския полк в Глина.

## Хърватски бан
Йелачич е назначен за бан на Хърватия от император Фердинанд през март 1848 година, броени дни след избухването на въстанията във Виена и Пеща. Полагайки клетва за вярност на императора, той получава и званието фелдмаршал-лейтенант от имперската армия. Почти по същото време Йелачич е провъзгласен за управител и от хърватските националисти в Загреб, които се опасяват от претенциите на новото унгарско правителство за господство над Хърватия и Славония. С тяхната открита подкрепа и с прикритото насърчение от виенските управници, той отхвърля унгарската власт и в началото на юни свиква в Загреб хърватски парламент (събор), който утвърждава решението му за премахване на крепостното право.
Под председателството на Йелачич Съборът взема решения за обособяване на хърватските земи (заедно със Славония) със собствено правителство („Банско вече“) и администрация като автономна част от Хабсбургската монархия. Това го вкарва в конфликт с правителството на Лайош Батяни в Пеща и усложнява отношенията му с имперските власти, които разчитат на сътрудничеството с унгарците, за да отразят нападението на Пиемонт срещу италианските си владения. По почин на унгарския министър-председател, императорът отнема титлата на Йелачич. На практика, Йелачич остава управник на Хърватия, снабден от Събора с диктаторски правомощия, разширява властта си над Славония и влиза във връзка със сърбите от Войводина, които се вдигат на оръжие срещу унгарците през юли 1848 година.

## Война с Унгария
През следващите месеци отношенията между Пеща и Виена се влошават и императорът отново утвърждава Йелачич за законен управник на хърватските земи. Изпреварвайки унгарските военни приготовления, през септември 1848 година хърватският бан минава с войските си Драва и се насочва към Пеща. Спрян в битката при Пакозд, той е принуден да отстъпи на австрийска територия. Участва в обсадата на разбунтувалата се Виена. В битката при Швехат през октомври отблъсква унгарската армия, дошла на помощ на обсадените, и така допринася за окончателното потушаване на демократическата революция в столицата на империята.
Йелачич съдейства с войските си и на контраофанзивата на австрийския фелдмаршал Алфред Виндишгрец в Унгария в края на 1848 и началото на 1849 година. Политическият резултат от успеха на тази кампания е манифестът от Олмюц, с който новият император Франц Йосиф налага на поданиците си централизирано държавно устройство и така зачерква стремежа на хърватите към самостоятелност. След като не успява да разубеди императора, Йелачич се подчинява на политиката му и след завръщането си в Загреб през май 1849 потиска революционната агитация.

## Последни години
През пролетта на 1849 година, при поредния обрат във войната в полза на унгарците, императорът назначава Йелачич за комендант на всички войски в Хърватия и Славония. Йелачич води кръвопролитни сражения в Бачка и Банат до окончателното потушаване на Унгарската революция през август. Броени седмици по-късно в Хърватия е провъзгласена новата конституция на империята. През 1850 година самостоятелното хърватско правителство е заменено с управници, подчинени на министерството на вътрешните работи във Виена. Йелачич запазва титлите бан и (от 1854) граф, но без всякаква реална власт.
През 50-те години на XIX век Йелачич съдейства за културното обособяване (отделяне на Загребския църковен диоцез от Унгария, основаване на национален театър, издаване на учебници на хърватски език) и икономическото възмогване на хърватските земи.